# Jaya Mekar
Jaya Mekar is een bestuurslaag in het regentschap Sumedang van de provincie West-Java, Indonesië. Jaya Mekar telt 3278 inwoners (volkstelling 2010).